# Tshona
Tshona Dzong, Chinees: Cuona Xian is een arrondissement in de prefectuur Lhokha (Shannan) in de Tibetaanse Autonome Regio (TAR), China. Het ligt in het uiterste zuidoosten van de TAR.
Het heeft een oppervlakte van 34.979 km². In 2000 telde het arrondissement 15.227 inwoners. De gemiddelde jaarlijkse temperatuur is -3 °C en jaarlijks valt er gemiddeld 439 mm neerslag.
In het arrondissement ligt het natuurreservaat Eaglenest Wildlife Sanctuary (gedeeltelijk ook in India).

## Geschil met India
Over dit enkele arrondissementen is een geschil met India dat een hoogtepunt bereikte tijdens de Chinees-Indiase Oorlog en waarvan de oorzaak teruggaat tot de ondertekening van het Akkoord van Simla door functionarissen van de dertiende dalai lama en het Verenigd Koninkrijk. Naast geheel Tshona gaat het om het zuiden van Lhuntse en delen van Metog en Chayu. Volgens India behoren de arrondissementen tot de Indiase deelstaat Arunachal Pradesh; volgens China gaat het om arrondissementen van Zuid-Tibet.
De zesde dalai lama stamt uit de regio Tshona.

## Etnische verdeling van de bevolking
Bij de volkstelling van 200 werd in Tshona 15.227 inwoners geteld uit de volgende etnische groepen:
| Etnische groep | inwoners | aandeel |
| -------------- | -------- | ------- |
| Tibetanen      | 14.331   | 93,81%  |
| Monpa          | 612      | 4,01%   |
| Han            | 313      | 2,05%   |
| Hui            | 10       | 0,07%   |
| Overig         | 11       | 0,07%   |